# Campeonato Sul-Americano de Atletismo Júnior de 1976
O Campeonato Sul-Americano de Atletismo Júnior de 1976 foi a 11ª edição da competição de atletismo organizada pela CONSUDATLE para atletas com menos de vinte anos, classificados como júnior ou sub-20. O evento foi realizado em Maracaibo, na Venezuela, entre 13 e 17 de outubro de 1976. Contou com cerca de 152 atletas de seis nacionalidades.

## Medalhistas
Esses foram os resultados do campeonato.

### Masculino
| Evento                      | Ouro                        | Ouro     | Prata                       | Prata    | Bronze                   | Bronze   |
| --------------------------- | --------------------------- | -------- | --------------------------- | -------- | ------------------------ | -------- |
| 100 metros                  | Davis Castro (COL)          | 10.7     | Oswaldo Félix (BRA)         | 10.7     | José González (VEN)      | 10.8     |
| 200 metros                  | Pedro Caron (BRA)           | 21.9     | Fermín Maldonado (VEN)      | 22.0     | Enrique Regis (VEN)      | 22.1     |
| 400 metros                  | Antônio Dias Ferreira (BRA) | 48.18    | Enrique Regis (VEN)         | 48.73    | William Wuycke (VEN)     | 48.88    |
| 800 metros                  | Leonardo Oliveira (BRA)     | 1:51.16  | Antônio Dias Ferreira (BRA) | 1:51.87  | William Wuycke (VEN)     | 1:52.32  |
| 1 500 metros                | Víctor Gil (VEN)            | 3:53.52  | Osmán Escobar (VEN)         | 3:55.17  | Mario Aristizábal (COL)  | 3:59.63  |
| 5 000 metros                | Víctor Gil (VEN)            | 14:54.72 | Silvio Salazar (COL)        | 15:01.15 | Alejandro Silva (CHI)    | 15:01.25 |
| 2 000 metros com obstáculos | Osmán Escobar (VEN)         | 5:43.8   | Víctor Gil (VEN)            | 5:46.7   | Cristián Castillo (CHI)  | 5:50.6   |
| 110 metros barreiras        | Nelson Rodríguez (VEN)      | 15.08    | Luís Albieri (BRA)          | 15.36    | Davis Castro (COL)       | 15.41    |
| 400 metros barreiras        | Alfredo Edwards (CHI)       | 53.26    | Nelson Rodríguez (VEN)      | 53.49    | Rafael Corrêa (BRA)      | 54.75    |
| 4×100 metros estafetas      | Brasil                      | 41.93    | Venezuela                   | 42.42    | Colômbia                 | 42.63    |
| 4×400 metros estafetas      | Brasil                      | 3:14.70  | Venezuela                   | 3:17.10  | Chile                    | 3:18.08  |
| Salto em altura             | Tercius Ribeiro (BRA)       | 1.96     | Alexandre Souza (BRA)       | 1.96     | Henry Pastorelli (PER)   | 1.96     |
| Salto com vara              | Fernando Ruocco (URU)       | 4.20     | Carlos da Silva (BRA)       | 3.90     | Lionel Moretti (BRA)     | 3.90     |
| Salto em comprimento        | Elfio Bianchi (VEN)         | 6.90     | Uribatan Fernandes (BRA)    | 6.66     | Nilton Kurata (BRA)      | 6.75     |
| Salto triplo                | Wilson da Conceição (BRA)   | 14.70    | Baldomero Chirinos (VEN)    | 14.15    | Carlos Harz (CHI)        | 14.00    |
| Arremesso de peso           | Fernando Barwinski (BRA)    | 14.67    | Moacyr Amaral (BRA)         | 14.60    | José Lara (CHI)          | 14.36    |
| Lançamento de disco         | Antônio Cunha (BRA)         | 41.62    | Elías Cruz (CHI)            | 38.36    | Fernando Barwinski (BRA) | 38.08    |
| Lançamento do martelo       | Fernando Barwinski (BRA)    | 54.70    | Gilberto Silva (BRA)        | 52.22    | Mario Egnem (CHI)        | 50.72    |
| Lançamento do dardo         | Manoel Bezerra (BRA)        | 61.64    | Roberto Tignayer (CHI)      | 59.82    | William Landaeta (VEN)   | 57.74    |
| Decatlo                     | Eduardo Sotomayor (CHI)     | 5992     | Andrés Vicuña (CHI)         | 5656     | Ruben Albuquerque (BRA)  | 5478     |

### Feminino
| Evento                   | Ouro                    | Ouro    | Prata                       | Prata   | Bronze                    | Bronze  |
| ------------------------ | ----------------------- | ------- | --------------------------- | ------- | ------------------------- | ------- |
| 100 metros               | Esmeralda Freitas (BRA) | 11.58   | Barbara Nascimento (BRA)    | 11.90   | Cecilia Etcheverry (COL)  | 12.28   |
| 200 metros               | Esmeralda Freitas (BRA) | 24.52   | Cecilia Etcheverry (COL)    | 25.48   | Miriam Rojas (COL)        | 25.99   |
| 400 metros               | Alejandra Ramos (CHI)   | 55.33   | Maria José Santos (BRA)     | 56.00   | Soraya Telles (BRA)       | 57.19   |
| 800 metros               | Alejandra Ramos (CHI)   | 2:10.14 | Daise de Oliveira (BRA)     | 2:17.46 | Zonia Galdoz (PER)        | 2:17.92 |
| 1 500 metros             | Alejandra Ramos (CHI)   | 4:45.11 | María Zamorano (CHI)        | 4:46.97 | Mara Führmann (BRA)       | 4:48.20 |
| 100 metros com barreiras | Gloria Barturen (CHI)   | 14.30   | Themis Zambrzycki (BRA)     | 14.50   | Maria Ferreira (BRA)      | 15.16   |
| 4×100 metros estafetas   | Brasil                  | 46.66   | Colômbia                    | 48.32   | Venezuela                 | 49.90   |
| 4×400 metros estafetas   | Brasil                  | 3:52.24 | Colômbia                    | 4:02.73 | Peru                      | 4:05.31 |
| Salto em altura          | Rosemarie Boeck (PER)   | 1.71    | Ana Rojas (VEN)             | 1.68    | Julia Araya (CHI)         | 1.65    |
| Salto em comprimento     | Themis Zambrzycki (BRA) | 5.99    | Gloria Barturen (CHI)       | 5.69    | Esmeralda Freitas (BRA)   | 5.68    |
| Arremesso de peso        | Themis Zambrzycki (BRA) | 11.89   | Elida Mabeline (BRA)        | 11.85   | Patricia Guerrero (PER)   | 11.81   |
| Lançamento de disco      | Zenaide Soares (BRA)    | 41.34   | Elida Mabeline (BRA)        | 38.16   | Selene Saldarriaga (COL)  | 36.24   |
| Lançamento do dardo      | Patricia Guerrero (PER) | 39.74   | Magali Lopes (BRA)          | 39.34   | Elizabeth Hernández (VEN) | 38.48   |
| Pentatlo                 | Themis Zambrzycki (BRA) | 4124    | Ana Maria de Oliveira (BRA) | 3289    | Carla Campuzano (PER)     | 2997    |

## Quadro de medalhas (não oficial)
| Ordem | País      | Medalha de ouro | Medalha de prata | Medalha de bronze | Total |
| ----- | --------- | --------------- | ---------------- | ----------------- | ----- |
| 1     | Brasil    | 19              | 16               | 9                 | 44    |
| 2     | Chile     | 6               | 5                | 7                 | 18    |
| 3     | Venezuela | 5               | 9                | 7                 | 21    |
| 4     | Peru      | 2               | 0                | 5                 | 7     |
| 5     | Colômbia  | 1               | 4                | 6                 | 11    |
| 6     | Uruguai   | 1               | 0                | 0                 | 1     |